# Бразоль-Леонтьєва Юлія Миколаївна
Ю́лія Микола́ївна Бразоль-Лео́нтьєва, до шлюбу Добросельська (нар. 1856, Гудимівка Лебединського повіту, Харківська губ., нині Сумська область — пом. 1919, Лебедин, Харківська губернія, нині Сумська область) — українська скульпторка, живописиця, графікеса.

## Життєпис
Народилася в поміщицькій родині у 1856 році в с. Гудимівці, нині Лебединський район, Сумська область. Спочатку навчалася в Сумській Олександрівській гімназії. Основи живопису і малюнка вивчала на уроках мистецтва у харківського художника Є. Волошинова. У Феодосії брала приватні уроки у І. Айвазовського. Уроки скульптури отримала у петербурзьких професорів М. Антокольського та В. Беклемішева, німецького митця Цурштрассена та італійського майстра Монтеверде. Проживала в основному в Санкт-Петербурзі, стажувалася в Німеччині та Італії. 
У 1881 році повінчалась із нащадком дворянського роду Л. Бразолем. У 1884 році чоловік отримав звання доктора медицини. У 1882 році народила сина  Євгена, що став юристом. У 1885 році народила сина Бориса.
У 1912 році одружується з капітаном 2 рангу Леонтьєвим. Проживала в маєтку чоловіка в с. Рябушки Лебединського повіту та в Лебедині (по вул. Петропавлівській, 6).
Бразоль-Леонтьєва є однією з засновниць Товариства видання книг для українського народу. 
Багато подорожувала країнами Далекого та Близького Сходу, Північної Африки та Західної Європи. 
Після революції 1917 року влада в Лебедині постійно змінювалася, де мисткиня залишилася з чоловіком. Після революції 1917 року сини Бразоль-Леонтьєвої, будучи запеклими монархістами, разом із батьком (Л. Бразоль) емігрували до Західної Європи. На початку 1919 року на Лебединщині ненадовго встановилася радянська влада.  
Юлія Бразоль-Леонтьєва померла в 1919 році. Краєзнавці вважають, що її розстріляли разом із чоловіком.

## Скульптура

### Виставки
Бразоль-Леонтьєва з 1895 року експонувала свої роботи на виставках Першого Дамського гуртка в Санкт-Петербурзі. З 1897 року — на виставках Санкт-Петербурзького товариства художників. 
У 1900 році на Всесвітній виставці в Парижі вона отримала почесний відгук за бронзовий канделябр і за скульптуру «Будяк». 
У 1910 році в Петербурзі на персональній виставці експонувала картини, скульптуру та етнографічну колекцію, експонати якої були зібрані в Росії, в Японії, Китаї, Алжирі, Маньчжурії, Сінгапурі. Були представлені більше двохсот картин і тридцять скульптур, в тому числі: «Демон і Тамара», «Бюст адмірала Макарова», «Проект пам'ятника Айвазовському». На багатьох її картинах було зображене море і південна природа. 
Роботи Бразоль-Леонтьєвої експонувалися в Петербурзі, Москві, Харкові і на всесвітніх виставках, і щоразу мали успіх. 
У серпні 1918 році відбулась персональна виставка художниці, перша в історії міста Лебедина, і припала вона на час правління в Україні гетьмана П. Скоропадського.
У березні 1919 року колекція картин Юлії Миколаївни конфіскована і передана до Лебединського художньо-історичного музею імені Тараса Шевченка.
Частина колекції була втрачена під час Другої Світової війни.
У 1988 році в Лебедині відбулась виставка 37 творів художниці.

### Твори
- 1899 р. — скульптура «Медальйон-горельєф»
- 1901 р. — скульптура «ЖІнка на скелі»
- 1909 р. — картина «Гриби»
- 1911 р. — картина «Море»
- 1914 р. — картина «Алжир»
- 1916 р. — картина «Полуниці»